# Celina palustris
Celina palustris är en skalbaggsart som beskrevs av Young 1979. Celina palustris ingår i släktet Celina och familjen dykare. Inga underarter finns listade i Catalogue of Life.